# Tù binh

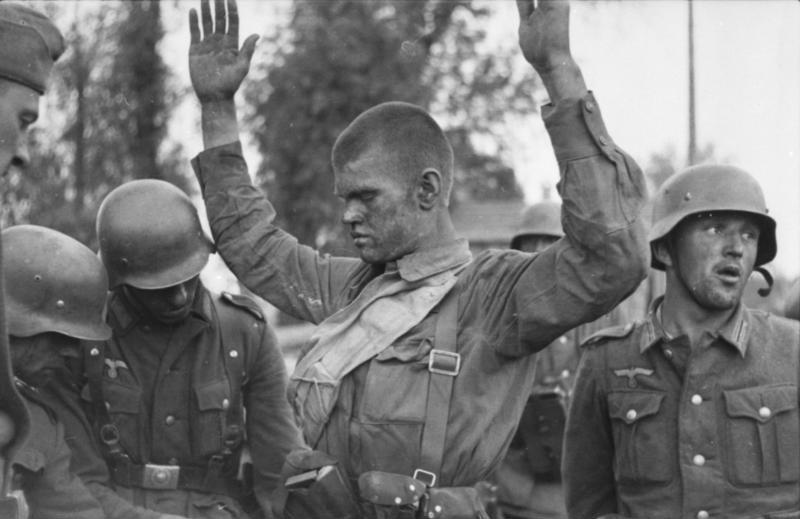
Bắt giữ một lính Nga năm 1941. Chiến dịch Barbarossa.

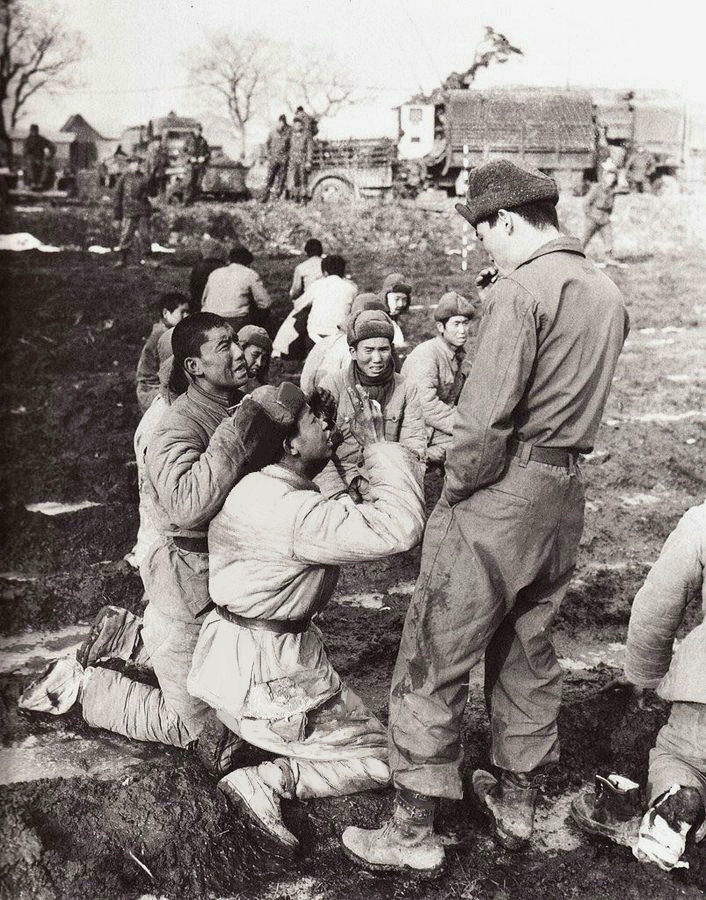
Những người lính Trung Quốc bị quân đội Hàn Quốc bắt giữ trong Chiến tranh Triều Tiên năm 1951.

Tù binh là người bị giam giữ bởi một thế lực hiếu chiến trong hoặc ngay sau một cuộc xung đột vũ trang. Việc sử dụng cụm từ "tù nhân chiến tranh" được ghi nhận sớm nhất có từ năm 1610.
Những kẻ tham chiến giam giữ các tù nhân chiến tranh vì nhiều lý do chính đáng và bất hợp pháp, chẳng hạn như cách ly họ khỏi các chiến binh địch vẫn còn trên chiến trường (thả và hồi hương họ một cách có trật tự sau chiến sự), thể hiện chiến thắng quân sự, trừng phạt họ, truy tố họ vì tội ác chiến tranh, bóc lột họ để lao động, tuyển mộ hoặc thậm chí bắt họ làm chiến binh cho chính mình, thu thập thông tin tình báo quân sự và chính trị từ họ hoặc truyền bá cho họ những niềm tin chính trị hoặc tôn giáo mới.
Theo Công ước Geneva năm 1949, tù nhân chiến tranh tự động được cấp quy chế nâng cao của những người được bảo vệ, cùng với một số thường dân và chiến binh địch là những kẻ không còn trong cuộc chiến.

## Thời kỳ cổ đại
Trong phần lớn lịch sử loài người, tùy thuộc vào văn hóa của kẻ chiến thắng, những chiến binh của kẻ thù ở bên thua cuộc trong một trận chiến đã đầu hàng và bị bắt làm tù binh chiến tranh có thể sẽ bị tàn sát hoặc bắt làm nô lệ. Các đấu sĩ La Mã thời kỳ đầu có thể là tù nhân chiến tranh, được phân loại theo nguồn gốc dân tộc của họ như người Samnites, người Thracia và người Gaul (Galli). Iliad của Homer mô tả những người lính Hy Lạp và thành Troy trao phần thưởng giàu có cho các lực lượng đối lập đã đánh bại họ trên chiến trường để đổi lấy lòng thương xót, nhưng lời đề nghị của họ không phải lúc nào cũng được chấp nhận.
Thông thường, những người chiến thắng ít có sự phân biệt giữa chiến binh địch và thường dân địch, mặc dù họ thường tha cho phụ nữ và trẻ em hơn. Đôi khi mục đích của một trận chiến, nếu không phải là chiến tranh, là để bắt phụ nữ, một tập tục được gọi là raptio; Theo truyền thống, vụ Hiếp dâm Sabines liên quan đến một vụ bắt cóc hàng loạt của những người sáng lập Rome. Thông thường, phụ nữ không có quyền và được coi là hợp pháp như tài sản sở hữu.
Vào thế kỷ thứ tư sau Công nguyên, Giám mục Acacius của Amida, cảm động trước hoàn cảnh của những tù nhân Ba Tư bị bắt trong một cuộc chiến gần đây với Đế quốc La Mã, những người bị giam giữ tại thị trấn của ông trong những điều kiện kinh khủng và phải sống cuộc sống nô lệ, đã chủ động đòi tiền chuộc. họ bằng cách bán các bình vàng và bạc quý giá của nhà thờ và để họ trở về quê hương. Vì điều này mà cuối cùng ông đã được phong thánh.

## Thời Trung cổ và Phục hưng
Theo truyền thuyết, trong cuộc vây hãm và phong tỏa Paris của Childeric vào năm 464, nữ tu Geneviève (sau này được phong thánh làm thánh bảo trợ của thành phố) đã cầu xin vua Frank cho phúc lợi của các tù nhân chiến tranh và đã nhận được phản hồi thuận lợi. Sau đó, Clovis I (r. 481–511) đã giải phóng những người bị bắt sau khi Genevieve thúc giục ông làm như vậy.
Quân đội Anh của Vua Henry V đã giết nhiều tù binh chiến tranh người Pháp sau Trận Agincourt năm 1415. Việc này được thực hiện để trả đũa việc người Pháp giết hại các cậu bé và những người không tham chiến khác khi xử lý hành lý và thiết bị của quân đội, và vì người Pháp đã tấn công lần nữa và Henry sợ rằng họ sẽ đột phá và giải thoát các tù nhân để chiến đấu lần nữa.
Vào thời Trung cổ sau này, một số cuộc chiến tranh tôn giáo không chỉ nhằm mục đích đánh bại mà còn nhằm tiêu diệt kẻ thù. Các nhà chức trách ở Châu Âu theo đạo Cơ đốc thường coi việc tiêu diệt những kẻ dị giáo và ngoại đạo là điều đáng mong muốn. Ví dụ về các cuộc chiến như vậy bao gồm cuộc Thập tự chinh Albigensian thế kỷ 13 ở Languedoc và các cuộc Thập tự chinh phương Bắc ở vùng Baltic. Khi được một người Thập tự chinh hỏi làm thế nào để phân biệt giữa người Công giáo và người Cathar sau vụ đánh chiếm dự kiến (1209) thành phố Béziers, giáo hoàng hợp pháp Arnaud Amalric được cho là đã trả lời: "Giết tất cả bọn chúng, Chúa sẽ biết chính Ngài".
Tương tự như vậy, cư dân của các thành phố bị chinh phục thường xuyên bị tàn sát trong các cuộc Thập tự chinh của người theo đạo Cơ đốc chống lại người Hồi giáo vào thế kỷ 11 và 12. Những người quý tộc có thể hy vọng được chuộc; gia đình họ sẽ phải gửi cho những kẻ bắt giữ một số tiền lớn của cải tương xứng với địa vị xã hội của người bị giam cầm.
Chế độ phong kiến Nhật Bản không có phong tục chuộc tù nhân chiến tranh, những người có thể mong đợi phần lớn sẽ bị hành quyết một cách ngắn gọn.

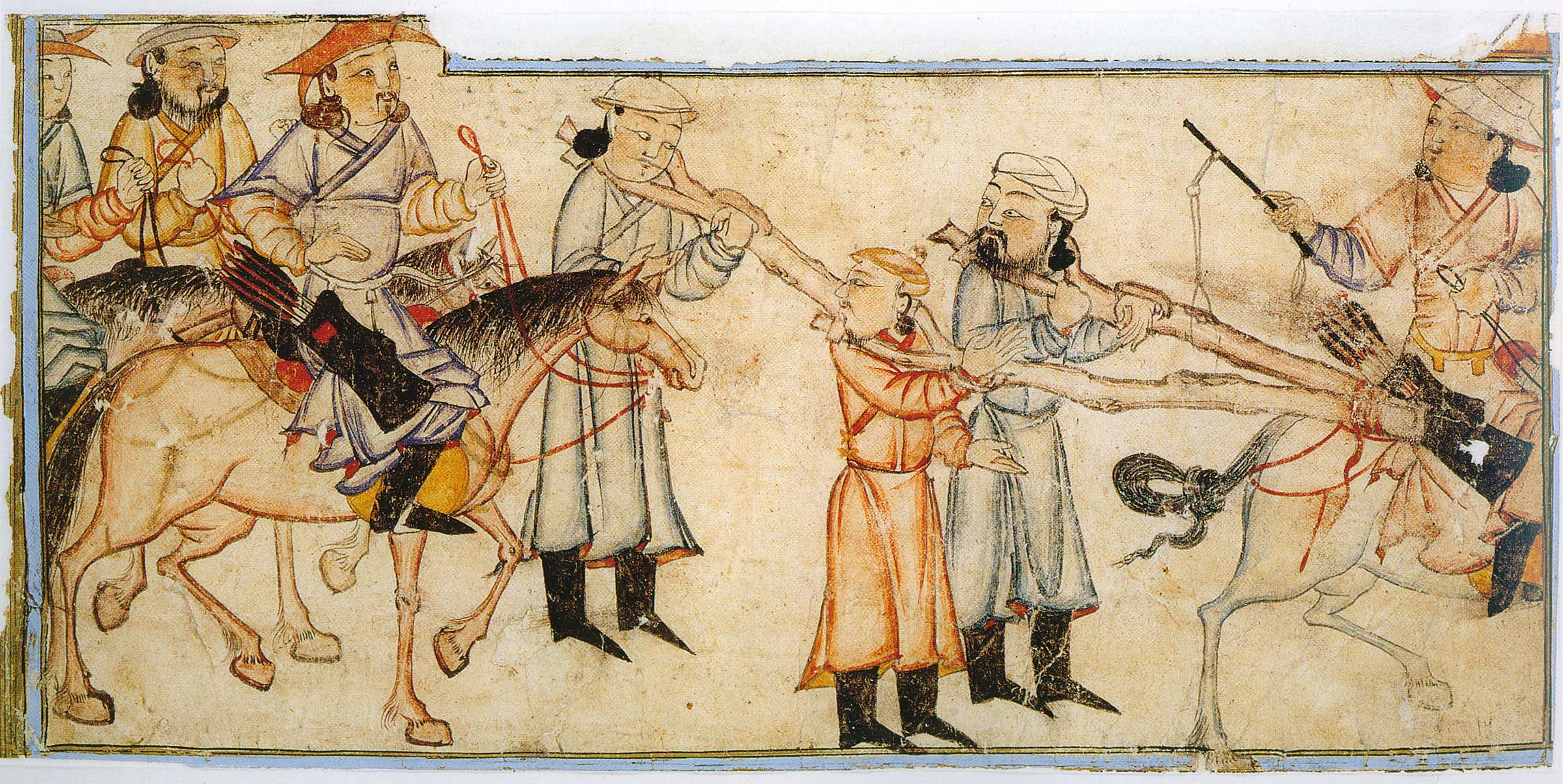
Kỵ sĩ Mông Cổ và tù nhân, thế kỷ 14

Vào thế kỷ 13, Đế quốc Mông Cổ đang mở rộng đã phân biệt một cách nổi tiếng giữa các thành phố hoặc thị trấn đầu hàng (nơi dân số được tha nhưng được yêu cầu hỗ trợ quân đội Mông Cổ chinh phục) và những thành phố kháng cự (trong trường hợp đó thành phố bị lục soát và phá hủy, và toàn bộ dân cư bị giết). Ở Termez, trên sông Oxus: "tất cả mọi người, cả nam lẫn nữ, bị đuổi ra đồng bằng, và bị chia cắt theo phong tục thông thường, sau đó tất cả đều bị giết".
Người Aztec gây chiến liên tục với các bộ lạc và nhóm lân cận, nhằm mục đích thu thập các tù nhân còn sống để hiến tế. Để tái thánh hiến Kim tự tháp vĩ đại Tenochtitlan vào năm 1487, "từ 10.000 đến 80.400 người" đã bị hy sinh.

Trong các cuộc chinh phục ban đầu của người Hồi giáo vào năm 622–750, người Hồi giáo thường xuyên bắt giữ một số lượng lớn tù nhân. Ngoài những người đã cải đạo, hầu hết đều bị đòi tiền chuộc hoặc làm nô lệ. Những người theo đạo Cơ đốc bị bắt trong các cuộc Thập tự chinh thường bị giết hoặc bị bán làm nô lệ nếu họ không thể trả tiền chuộc.